# 10760 Ozeki
10760 Ozeki eller 1990 TJ3 är en asteroid i huvudbältet som upptäcktes den 15 oktober 1990 av de båda japanska astronomerna Kazuro Watanabe och Kin Endate vid Kitami-observatoriet. Den är uppkallad efter Takaaki Ozeki.
Asteroiden har en diameter på ungefär 4 kilometer.